# Calabacita (higo)
Calabacita es un cultivar de higuera de tipo higo común Ficus carica bífera (con dos cosechas por temporada, brevas e higos de otoño), de higos color verde claro a amarillento, muy cultivado en Extremadura, Se cultiva principalmente en Almoharín considerada la capital del higo seco paso de Extremadura.

## Sinonimia
- „Bermesca“ en las Islas Baleares,[6][7][8]
- „Pajarera“ en Extremadura,[9]

## Historia
Según los últimos datos oficiales de Anuario de Estadística Agraria del Ministerio de Agricultura, en Extremadura lidera en extensión y producción el cultivo de la higuera en España, con 5.220 hectáreas y algo más de 8.200 toneladas, muy concentradas en las zonas de Almoharín-Comarca de Montánchez y Tamuja en la provincia de Cáceres, y en los términos de Salvaleón, Higuera de Vargas y Barcarrota, en la de Badajoz.
En Almoharín, considerada como Capital Europea del Higo por ser una de las mayores productoras españolas y europeas de higos secos, celebró los días 29 y 30 de septiembre de 2017 su « I Feria Agroalimentaria del Higo » acto que fue inaugurado por Guillermo Fernández Vara presidente de la Junta de Extremadura.

## Características
La higuera 'Calabacita' es una variedad bífera de tipo higo común, de producción escasa de brevas y muy alta de higos. Las brevas maduran en la última decena de junio. Los higos maduran desde finales de julio hasta finales de septiembre.
Los higos 'Calabacita' tienen forma piriforme. La piel es fina y consistente, de color verdoso suave a amarillento y marcado acostillamiento. Son densos, firmes y flexibles.
Apta para higo seco paso y consumo en fresco. Es la variedad más cultivada en Extremadura por el secado de sus higos de excelente calidad.

## Usos y aplicaciones

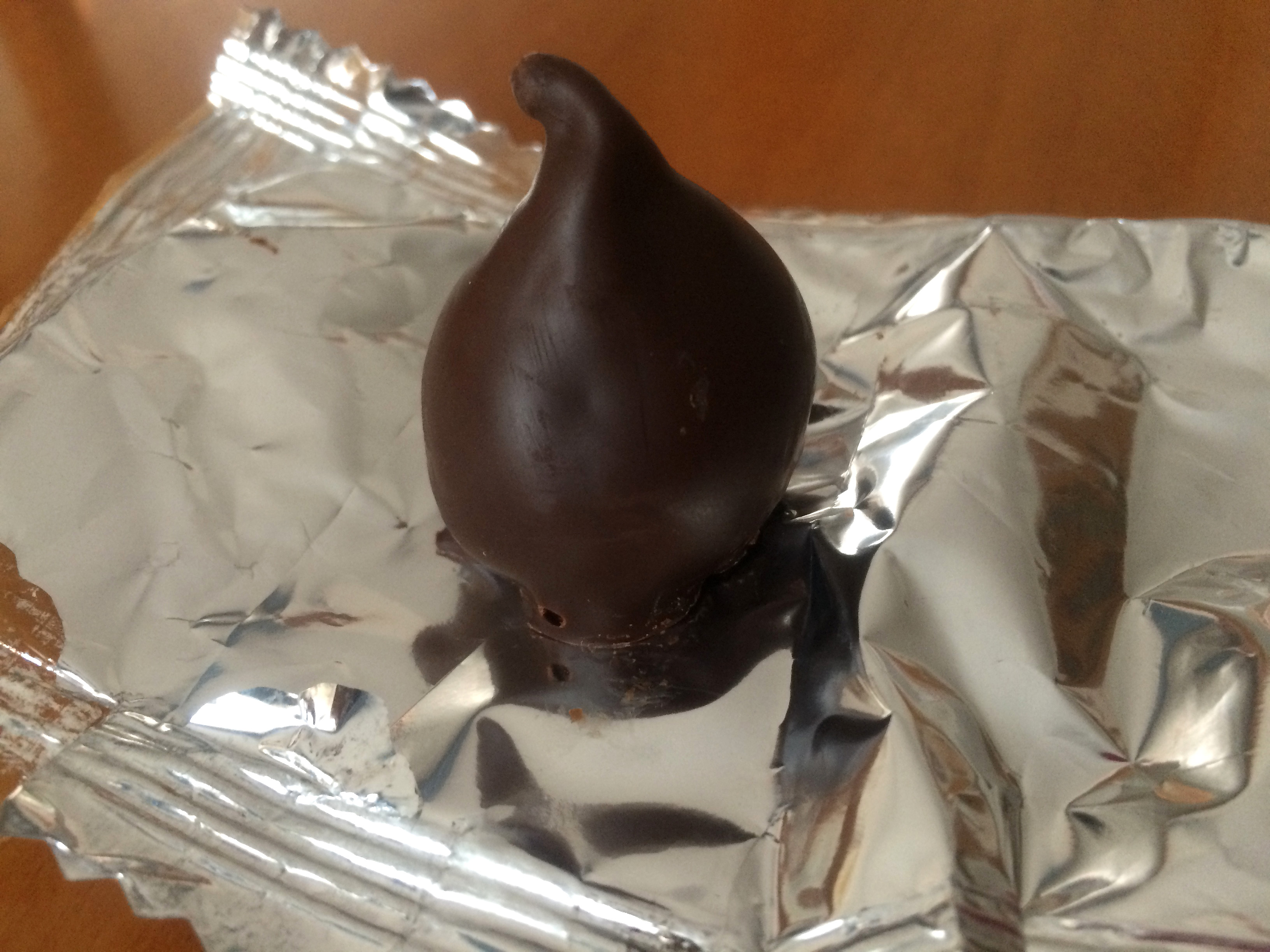
El bombón de higo 'Calabacita'.

'Calabacita', es una variedad de higo amarillo, reconocida por su piel fina e intenso dulzor, que se cultiva mayoritariamente en Almoharín.
El cultivo de los higos 'Calabacita' y su cosecha está gestionado en su mayor parte por la sociedad cooperativa de « Sociedad Cooperativa Regadhigos », sociedad que se fundó en 1987 y que cuenta con 400 socios.
Derivados de los higos pasos 'Calabacita' son los Rabitos Royale y los Chocohigos de la firma extremeña « Productos La Higuera ».
La empresa « Ecoficus » exporta más del 90% de su producción de bombones de higos 'Calabacitas' a tres continentes.

## Mejora de calidades
En un ensayo, establecido en el año 2010 en la Finca La Orden de CICYTEX, se evalúan las producciones y la calidad con tres variedades cultivadas tradicionalmente en distintas comarcas de Extremadura: 'Calabacita', 'Cuello de Dama Blanco' y 'Picholetera', con vistas a la mejora de sus rendimientos.